# Napoli (nave da battaglia)

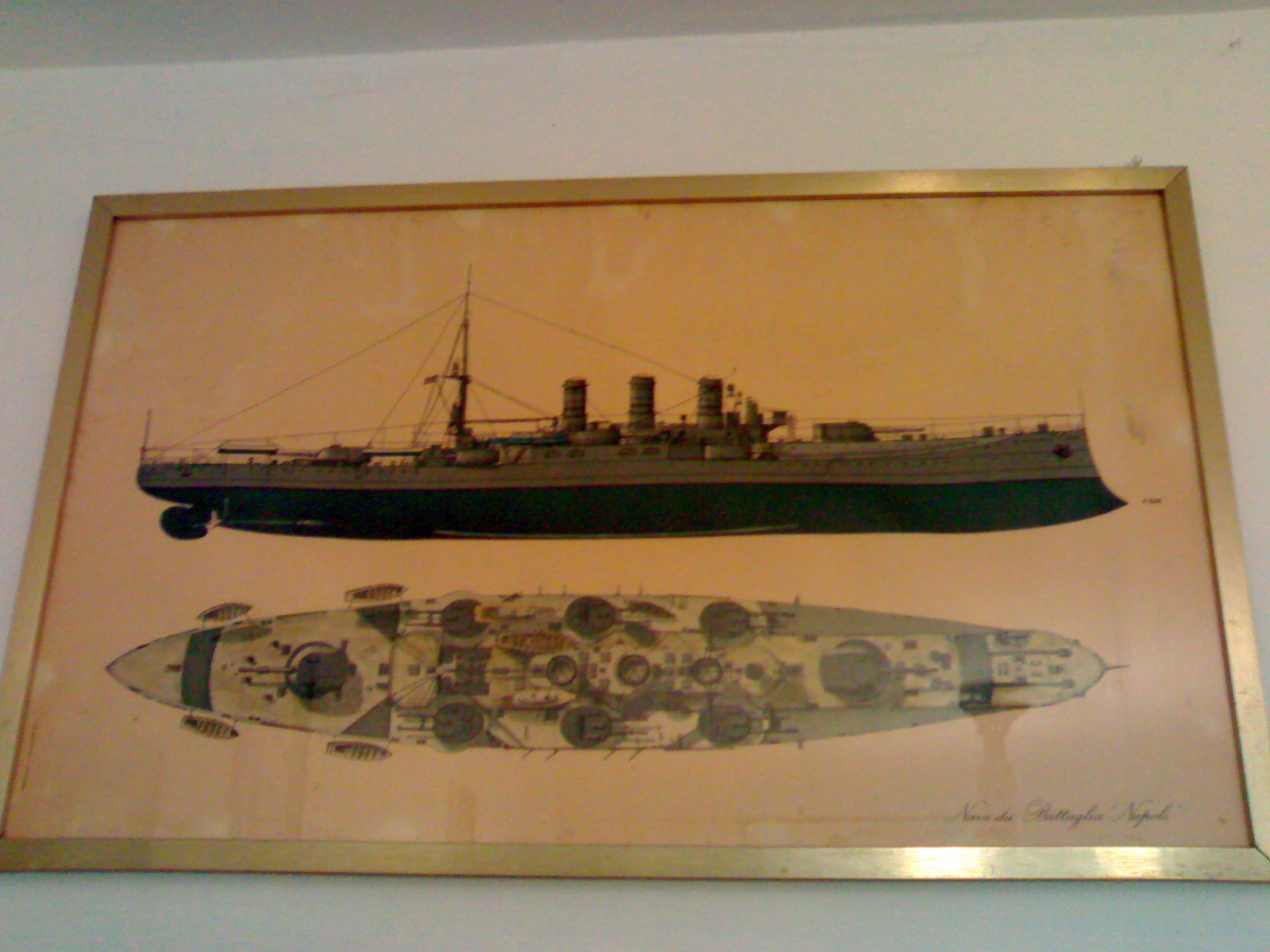
La nave da battaglia Napoli

La nave da battaglia Napoli (1910) della Regia Marina costituiva la classe Regina Elena con le similari unità Regina Elena, Vittorio Emanuele e Roma.
Insieme alle unità della classe partecipò alle attività belliche della guerra italo-turca e della prima guerra mondiale.